# Regina Mingotti

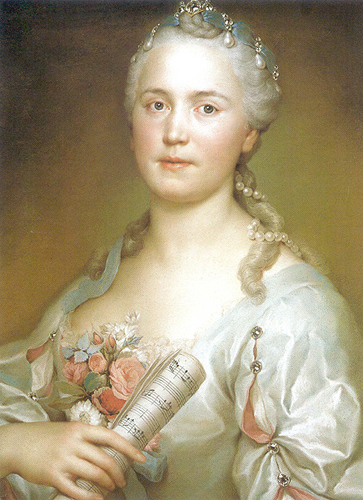
Anton Raphael Mengs - Catarina Regina Mingotti, 1745

Regina Mingotti, född Valentini i Neapel 1728, död 1807 i Neuburg, var en österrikisk operasångare. 
Mingotti föddes som dotter till en österrikisk officer i Neapel. Hon växte upp i ett Ursulinkloster i Graz, där hon fick sina första sånglektioner från abbedissan. År 1747 gift hon sig med impresarion Pietro Mingotti, med vars operasällskap hon kom till Dresden samma år. Truppen spelade i ett operahus av trä byggt av Angelo Mingotti, bror till Pietro.  Hon var mellan 1747 och 1752 engagerad vid kungliga operan i Dresden, där hon efterträdde Faustina Bordoni som primadonna, och tog lektioner hos Nicola Antonio Porpora. Hon framträdde även i Neapel 1750-51. Mellan 1752 och 1754 var hon hovsångerska och framträdde ofta med Farinelli vid de hovkonserter som hölls för att muntra upp den melankoliska kungen av Spanien. Hon framträdde sedan 1754 i Paris, därefter i London, och turnerade sedan runt Italien fram till 1763, varpå hon avslutade sin karriär och slog sig ned med Samuel Buckingham i Neuburg. 